# Hoshihananomia paolii
Hoshihananomia paolii is een keversoort uit de familie spartelkevers (Mordellidae). De wetenschappelijke naam van de soort is voor het eerst geldig gepubliceerd in 1943 door Franciscolo.